# Dave Baksh
Dave Nizaam Baksh (ur. 26 lipca 1980 w Toronto) – gitarzysta i wokalista zespołu Brown Brigade, założonego w 1999 r. Nazwa zespołu powstała jeszcze gdy Dave i jego kuzyn Vaughn byli mali. Stało się to podczas zabawy Transformerami.
Wcześniej występował w kanadyjskim  zespole Sum 41.